# CyberStep
CyberStep  (サイバーステップ, バハムト株式会社 (Bahamut Corporation)?)

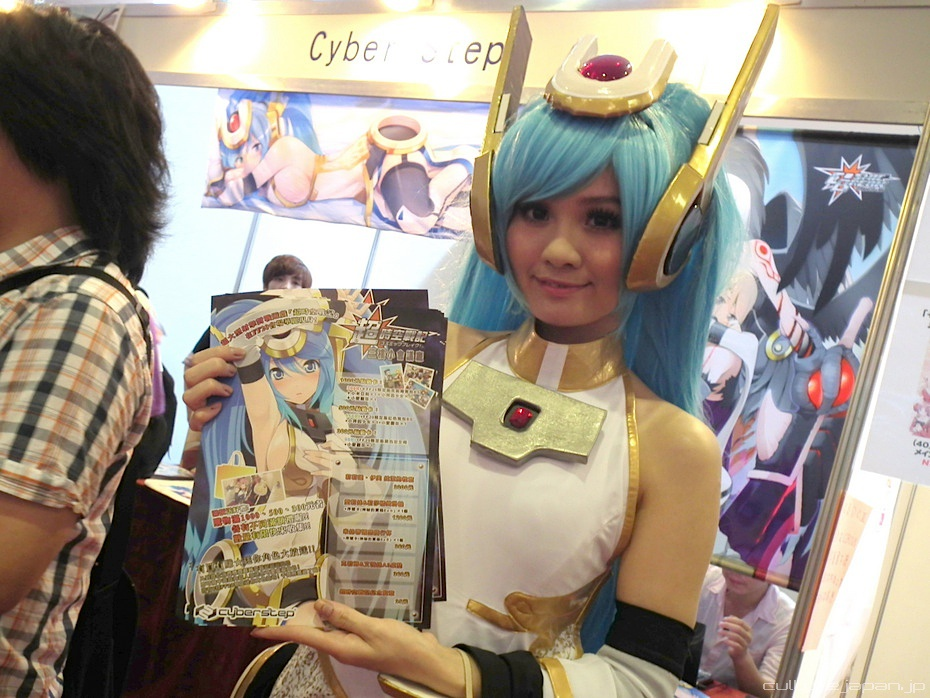
Festival de Anime número 20, stand de CyberStep.

es un desarrollador de videojuegos en línea global japonés. La empresa fue fundada el 1 de abril del año 2000, y perteneciente a Nintendo.

## Historia
CyberStep es un desarrollador y editor de videojuegos en línea. Con sede en Japón, CyberStep tiene sucursales locales en los Estados Unidos, Taiwán, Corea, Países Bajos, Brasil e Indonesia. La empresa fue fundada el 1 de abril de 2000.
CyberStep ha desarrollado varios juegos en línea, en particular el juego de rol de mundo abierto C21 en el 2001, el de jugador contra jugador de pelea Getamped en el 2005, renombrado Getamped X y su secuela Getamped 2, de disparos en tercera persona Cosmic Break en 2008 también su secuela Cosmic Break 2 en 2015, el MMORPG de acción Onigiri en 2013 y también Dawn of the Breakers en 2017.

## Juegos desarrollados
| Título del juego              | Estilo de juego                                                                                          | Distribuidor          | Sistema          | Año de lanzamiento | Japón | América | Europa (PAL) | Detalles adicionales |
| ----------------------------- | --- | --------------------- | ---------------- | ------------------ | ----- | ------- | ------------ | --- |
| GetAmped                      | Jugador contra Jugador-Personalización de personajes                                                     | CyberStep Corporation | Windows          | 2001               |       |         |              | Varios de los servidores han sido descontinuados excecpto algunos en Asia                                                                              |
| C21                           | Robots-Rol/Acción-Jugador contra Entorno-Pelea-Mundo abierto-Personalización de personajes               | CyberStep Corporation | Windows          | 2005               |       |         |              | Servidor en America fue descontinuado Ha tenido colaboración con Virtual-Youtubers también con la franquicia de videojuegos y series animadas Medabots |
| Cosmic Break                  | Disparos en tercera persona-Robots-Jugador contra jugador -Personalización de personajes                 | CyberStep Corporation | Windows          | 2008               | Sí    | No      | No           | Varios de los servidores han sido descontinuados excepto algunos en Asia Ha tenido colaboración con la serie japonesa Rokujōma no Shinryakusha!?       |
| GetAmped 2                    | Jugador contra Jugador-Jugador contra Entorno-Pelea-Personalización de personajes                        | CyberStep Corporation | Windows          | 2008               |       |         |              | ninguno |
| Cosmic Commander              | Simulación- Robots-Turnos                                                                                | CyberStep Corporation | Browser Facebook |                    |       |         |              | Descontinuado |
| Onigiri                       | Rol/Acción-Fantasia-Mitológico                                                                           | CyberStep Corporation | Windows          | 2013               | Sí    | No      | No           | Ha tenido colaboraciones con una serie japonesa llamada Tantei Milky Holmes y con Vocaloid                                                             |
| Onigiri Pandemonio            | MOBA | CyberStep Corporation | windows          |                    |       |         |              | Descontinuado |
| Onigiri mobile                | Rol | CyberStep Corporation | Android          |                    |       |         |              | ninguno |
| Cosmic Break 2                | Videojuego de disparos en tercera persona- Robots - Jugador contra Jugador-Personalización de personajes | CyberStep Corporation | Windows          | 2015               |       |         |              | Varios de los servidores han sido descontinuados excepto algunos servidores en Asia                                                                    |
| Cosmic Break Adventures       | Robots-Turnos                                                                                            | CyberStep Corporation | Android          |                    |       |         |              | Descontinuado |
| Dawn of the Breakers          | Rol | CyberStep Corporation | Windows          | 2017               | Sí    | No      | No           | ninguno |
| GetAmped Mobile               | Jugador contra Jugador                                                                                   | CyberStep Corporation | Windows Switch   | 2019               | Sí    | Sí      | Sí           | gratuito en Switch |
| GetAmped Mobile Custom Combat | | Nintendo              | Switch           | 2019               | No    | Sí      | No           | una edición física que sería publicada y distribuida por Nintendo                                                                                      |